# Indiai szőnyeg
Az indiai szőnyeg vagy indoperzsa szőnyeg az Indiában készült keleti szőnyegek megnevezése. A legrégebbi szőnyegek Akbara mongol császár idején (1556–1605) és Csahongih sah korában (1605–1627) készültek, akik a lahorei udvarokba perzsa kézműveseket hoztak. Az erőteljes perzsa hatás miatt jogos az indoperzsa megnevezés is. Ornamentikájuk azonban mindig naturálisabb: a perzsaszőnyegek ágábrázolásai mindig egyenesek, Indiában viszont az ágak meghajolnak a sok virág miatt. A virágkészlet a nyárból és az őszből táplálkozik (míg a perzsa inkább tavaszias). Mintázatuk is levegősebb. Anyaguk a legjobb kasmírgyapjú, ritkábban selyem.
Exportjuk 1850 körül vált jelentőssé. A kereslet vissza is hatott a termelésre: ezután már kiválasztott minták alapján kellett készülniük. Ezzel az indiai szőnyegművészet minden hagyományos vonása megszűnt (az angolok az egész hagyományos indiai kézműipart tönkretették). Néhány indiai luxusszőnyeget velencei és francia művészek terveztek.
Az újabb szőnyegkészítés nem különösebben jelentős, rossz minőségű anyagból készül, nem sűrű csomózással. A 20. században megjelent a tömeggyártás, ami az árak zuhanását is okozta.

## Külső hivatkozások
- Szőnyeg.lap.hu - linkgyűjtemény
- Keleti-Szőnyegek.lap.hu - linkgyűjtemény
- Szőnyeg.com - Keleti szőnyeg katalógus